# ولنتاین روزیر
ولنتاین روزیر (انگلیسی: Valentin Rosier؛ زادهٔ ۱۹ اوت ۱۹۹۶) بازیکن فوتبال اهل فرانسه است.
از باشگاه‌هایی که در آن بازی کرده‌است می‌توان به باشگاه فوتبال اسپورتینگ پرتغال و باشگاه فوتبال دیژون اشاره کرد.
وی همچنین در تیم ملی فوتبال زیر ۲۱ سال فرانسه بازی کرده‌است.